# Chorriaca
Churriaca o Chorriaca es una localidad del departamento Loncopué de la provincia del Neuquén, Argentina. Parte del ejido de la comisión de fomento, se extiende sobre el departamento Ñorquín.
Se encuentra en el km 2543 de la Ruta Nacional 40.

## Población
Contó con 590 habitantes (Indec, 2010), lo que representó un incremento del 123,9% frente a los 180 habitantes (Indec, 2001) del censo anterior. La población se compuso de 295 varones y 295 mujeres, lo que arrojó un índice de masculinidad del 100.00%. En tanto, las viviendas pasaron a ser 126.
Según el censo 2022 se conoció una población dentro de la comisión de fomento de 546 habitantes y 267 viviendas.Además, el censo dio a conocer datos de su composición poblacional (199 hombres 187 mujeres), población urbana sin población rural dispersa o localidades dispersas en el municipio (386) densidad y área urbana.
| Gráfica de evolución demográfica de Chorriaca entre 1991 y 2022 |
|                                                                 |
| Fuente: Censos nacionales del INDEC                             |